# Angelo Palombo
Angelo Palombo (Ferentino, Provincia de Frosinone, Italia; 25 de septiembre de 1981) es un exfutbolista italiano. Jugó como centrocampista y su último equipo fue la U. C. Sampdoria de la Serie A de Italia.

## Selección nacional
Ha sido internacional con la selección de fútbol de Italia en 22 ocasiones y ha marcado 1 gol. Debutó el 16 de agosto de 2006, en un encuentro amistoso ante la selección de Croacia que finalizó con marcador de 2-0 a favor de los croatas.

### Participaciones en Copas del Mundo
| Mundial                        | Sede      | Resultado    |
| ------------------------------ | --------- | ------------ |
| Copa Mundial de Fútbol de 2010 | Sudáfrica | Primera fase |

### Participaciones en Copas FIFA Confederaciones
| Copa                           | Sede      | Resultado    |
| ------------------------------ | --------- | ------------ |
| Copa FIFA Confederaciones 2009 | Sudáfrica | Primera fase |

## Clubes
| Club                | País   | Año         |
| ------------------- | ------ | ----------- |
| Urbania             | Italia | 1997 - 1998 |
| Juventus Fano       | Italia | 1998 - 2001 |
| A. C. F. Fiorentina | Italia | 2001 - 2002 |
| U. C. Sampdoria     | Italia | 2002 - 2012 |
| Inter de Milán      | Italia | 2012        |
| U. C. Sampdoria     | Italia | 2013 - 2017 |

## Palmarés

### Copas internacionales
| Título          | Club                | País   | Año  |
| --------------- | ------------------- | ------ | ---- |
| Eurocopa Sub-21 | Selección de Italia | Italia | 2004 |

## Condecoraciones
| Condecoración                                             | Año  |
| --------------------------------------------------------- | ---- |
| Caballero de la Orden al Mérito de la República Italiana. | 2004 |